# Boston Celtics 2024-2025
Questa voce raccoglie le informazioni riguardanti i Boston Celtics nelle competizioni ufficiali della stagione 2024-2025.

## Sintesi stagione
La stagione 2024-2025 dei Boston Celtics è stata la 79ª stagione della franchigia nella National Basketball Association (NBA). I Celtics erano attesi a difendere il loro 18º titolo NBA ottenuto nelle NBA Finals 2024 battendo i Dallas Mavericks in 5 gare, tentando in tal modo di accedere per il secondo anno consecutivo alle Finals del campionato (evento che non riesce ai Celtics dal biennio 1986-1987).
Il 22 ottobre 2023, in occasione della prima gara della regular season in casa contro i New York Knicks, i Celtics hanno stabilito il nuovo record di squadra per triple segnate in una gara. Il 15 marzo 2025 i Celtics si sono matematicamente qualificati ai playoff per l'11ª stagione consecutiva, battendo 115–113 i Brooklyn Nets.
Al First Round, i Boston Celtics hanno eliminato gli Orlando Magic in 5 gare, riuscendo a qualificarsi per le Eastern Conference Semifinals. In quest'ultimo turno, nonostante fossero considerati favoriti, sono stati battuti ed eliminati in 6 gare dai New York Knicks, concludendo la propria stagione.

## Draft
| Giro | Scelta | Giocatore         | Ruolo | Nazionalità | Università/Squadra |
| ---- | ------ | ----------------- | ----- | ----------- | ------------------ |
| 1    | 30     | Baylor Scheierman | G     | Stati Uniti | Creighton          |
| 2    | 54     | Anton Watson      | A     | Stati Uniti | Gonzaga            |

Al Draft 2024 i Boston Celtics avevano a propria disposizione due scelte, di cui una al primo giro ed una al secondo

## Roster
| \| Pos. \| Num. \| Naz. \| Nome \| Altezza \| Peso \| Data nascita \| Provenienza \| \| ---- \| ---- \| ---- \| ------------------- \| ------- \| ------ \| ------------ \| ---------------------- \| \| G/AP \| 7 \| \| Brown, Jaylen \| 198 cm \| 101 kg \| 24-10-1996 \| UC Berkeley \| \| A \| 12 \| \| Craig, Torrey \| 196 cm \| 100 kg \| 19-12-1990 \| South Carolina Upstate \| \| G \| 20 \| \| Davison, JD (TW) \| 191 cm \| 88 kg \| 3-10-2002 \| Alabama \| \| A \| 30 \| \| Hauser, Sam \| 201 cm \| 99 kg \| 08-12-1997 \| Virginia \| \| G \| 4 \| \| Holiday, Jrue \| 193 cm \| 93 kg \| 12-06-1990 \| UCLA \| \| A/C \| 42 \| \| Horford, Al \| 206 cm \| 109 kg \| 03-06-1986 \| Florida \| \| C \| 40 \| \| Kornet, Luke \| 216 cm \| 113 kg \| 15-07-1995 \| Vanderbilt \| \| A \| 13 \| \| Peterson, Drew (TW) \| 206 cm \| 93 kg \| 9-11-1999 \| Southern California \| \| A \| 8 \| \| Porziņģis, Kristaps \| 218 cm \| 109 kg \| 02-08-1995 \| Lettonia \| \| G \| 11 \| \| Pritchard, Payton \| 185 cm \| 88 kg \| 28-01-1998 \| Oregon \| \| C \| 88 \| \| Queta, Neemias \| 213 cm \| 112 kg \| 13-07-1999 \| Utah State \| \| G/AP \| 55 \| \| Scheierman, Baylor \| 198 cm \| 92 kg \| 26-09-2000 \| Creighton \| \| AP \| 0 \| \| Tatum, Jayson \| 203 cm \| 95 kg \| 03-03-1998 \| Duke \| \| A/C \| 26 \| \| Tillman, Xavier \| 201 cm \| 111 kg \| 12-01-1999 \| Michigan State \| \| G/AP \| 27 \| \| Walsh, Jordan \| 198 cm \| 93 kg \| 03-03-2004 \| Arkansas \| \| A \| 28 \| \| Watson, Anton (TW) \| 203 cm \| 107 kg \| 02-07-2000 \| Gonzaga \| \| G \| 9 \| \| White, Derrick \| 193 cm \| 86 kg \| 02-07-1994 \| Colorado \| | Allenatore - Joe Mazzulla Assistente/i - Sam Cassell - Anthony Dobbins - Amile Jefferson - Craig Luschenat - D.J. MacLeay - Ross McMains - Matt Reynolds Legenda - (C) Capitano - (FA) Free agent - (S) Sospeso - (TW) Contratto Two-way - (GL) Assegnato a squadra G League affiliata - Infortunato Roster • Transazioni · Ultima transazione: 14 luglio 2024 |                            |                     |         |        |              |                        |
| Pos. | Num. | Naz.                       | Nome                | Altezza | Peso   | Data nascita | Provenienza            |
| G/AP | 7 | Stati Uniti (bandiera)     | Brown, Jaylen       | 198 cm  | 101 kg | 24-10-1996   | UC Berkeley            |
| A | 12 | Stati Uniti (bandiera)     | Craig, Torrey       | 196 cm  | 100 kg | 19-12-1990   | South Carolina Upstate |
| G | 20 | Stati Uniti (bandiera)     | Davison, JD (TW)    | 191 cm  | 88 kg  | 3-10-2002    | Alabama                |
| A | 30 | Stati Uniti (bandiera)     | Hauser, Sam         | 201 cm  | 99 kg  | 08-12-1997   | Virginia               |
| G | 4 | Stati Uniti (bandiera)     | Holiday, Jrue       | 193 cm  | 93 kg  | 12-06-1990   | UCLA                   |
| A/C | 42 | Rep. Dominicana (bandiera) | Horford, Al         | 206 cm  | 109 kg | 03-06-1986   | Florida                |
| C | 40 | Stati Uniti (bandiera)     | Kornet, Luke        | 216 cm  | 113 kg | 15-07-1995   | Vanderbilt             |
| A | 13 | Stati Uniti (bandiera)     | Peterson, Drew (TW) | 206 cm  | 93 kg  | 9-11-1999    | Southern California    |
| A | 8 | Lettonia (bandiera)        | Porziņģis, Kristaps | 218 cm  | 109 kg | 02-08-1995   | Lettonia               |
| G | 11 | Stati Uniti (bandiera)     | Pritchard, Payton   | 185 cm  | 88 kg  | 28-01-1998   | Oregon                 |
| C | 88 | Portogallo (bandiera)      | Queta, Neemias      | 213 cm  | 112 kg | 13-07-1999   | Utah State             |
| G/AP | 55 | Stati Uniti (bandiera)     | Scheierman, Baylor  | 198 cm  | 92 kg  | 26-09-2000   | Creighton              |
| AP | 0 | Stati Uniti (bandiera)     | Tatum, Jayson       | 203 cm  | 95 kg  | 03-03-1998   | Duke                   |
| A/C | 26 | Stati Uniti (bandiera)     | Tillman, Xavier     | 201 cm  | 111 kg | 12-01-1999   | Michigan State         |
| G/AP | 27 | Stati Uniti (bandiera)     | Walsh, Jordan       | 198 cm  | 93 kg  | 03-03-2004   | Arkansas               |
| A | 28 | Stati Uniti (bandiera)     | Watson, Anton (TW)  | 203 cm  | 107 kg | 02-07-2000   | Gonzaga                |
| G | 9 | Stati Uniti (bandiera)     | White, Derrick      | 193 cm  | 86 kg  | 02-07-1994   | Colorado               |

## Uniformi
- Casa

| Association |

- Trasferta

| Icon |

- Alternativa

| Statemant |

- Alternativa

| City |

- Alternativa

| Earned |

## Risultati
Dati aggiornati al 6 ottobre 2024.

### Preseason
| Preseason 2024                                    | Preseason 2024                                    | Preseason 2024                                    | Preseason 2024                                    | Preseason 2024                                    | Preseason 2024                                    | Preseason 2024                                    | Preseason 2024                                    | Preseason 2024                                    |
| Record preseason: 4–1 (Casa: 3–0; Trasferta: 1–1) | Record preseason: 4–1 (Casa: 3–0; Trasferta: 1–1) | Record preseason: 4–1 (Casa: 3–0; Trasferta: 1–1) | Record preseason: 4–1 (Casa: 3–0; Trasferta: 1–1) | Record preseason: 4–1 (Casa: 3–0; Trasferta: 1–1) | Record preseason: 4–1 (Casa: 3–0; Trasferta: 1–1) | Record preseason: 4–1 (Casa: 3–0; Trasferta: 1–1) | Record preseason: 4–1 (Casa: 3–0; Trasferta: 1–1) | Record preseason: 4–1 (Casa: 3–0; Trasferta: 1–1) |
| Partita                                           | Data                                              | Avversario                                        | Punteggio                                         | Più punti                                         | Più rimbalzi                                      | Più assist                                        | Stadio e spettatori                               | Record                                            |
| ------------------------------------------------- | ------------------------------------------------- | ------------------------------------------------- | ------------------------------------------------- | ------------------------------------------------- | ------------------------------------------------- | ------------------------------------------------- | ------------------------------------------------- | ------------------------------------------------- |
| 1                                                 | 4.10.2024                                         | @ Nuggets                                         | V 107–103                                         | Pritchard (21)                                    | Kornet (11)                                       | Pritchard (6)                                     | Etihad Arena (12 002)                             | 1–0                                               |
| 2                                                 | 6.10.2024                                         | Nuggets                                           | V 130–104                                         | Brown (21)                                        | Hauser (8)                                        | White (6)                                         | Etihad Arena (11 527)                             | 2–0                                               |
| 3                                                 | 12.10.2024                                        | 76ers                                             | V 139–89                                          | Brown (18)                                        | Tatum (10)                                        | Pritchard (8)                                     | TD Garden (19 156)                                | 3–0                                               |
| 4                                                 | 13.10.2024                                        | Raptors                                           | V 115–111                                         | Peterson (23)                                     | Queta (15)                                        | Pritchard (9)                                     | TD Garden (19 156)                                | 4–0                                               |
| 5                                                 | 15.10.2024                                        | @ Raptors                                         | S 118–119                                         | Tatum (24)                                        | Tatum, Tillman (8)                                | Tatum (6)                                         | Scotiabank Arena (17 507)                         | 4–1                                               |

### Regular season

#### Ottobre 2024
| Stagione - Ottobre 2024                         | Stagione - Ottobre 2024                         | Stagione - Ottobre 2024                         | Stagione - Ottobre 2024                         | Stagione - Ottobre 2024                         | Stagione - Ottobre 2024                         | Stagione - Ottobre 2024                         | Stagione - Ottobre 2024                         | Stagione - Ottobre 2024                         |
| Record Ottobre: 4–1 (Casa: 2–0; Trasferta: 2–1) | Record Ottobre: 4–1 (Casa: 2–0; Trasferta: 2–1) | Record Ottobre: 4–1 (Casa: 2–0; Trasferta: 2–1) | Record Ottobre: 4–1 (Casa: 2–0; Trasferta: 2–1) | Record Ottobre: 4–1 (Casa: 2–0; Trasferta: 2–1) | Record Ottobre: 4–1 (Casa: 2–0; Trasferta: 2–1) | Record Ottobre: 4–1 (Casa: 2–0; Trasferta: 2–1) | Record Ottobre: 4–1 (Casa: 2–0; Trasferta: 2–1) | Record Ottobre: 4–1 (Casa: 2–0; Trasferta: 2–1) |
| Partita                                         | Data                                            | Avversario                                      | Punteggio                                       | Più punti                                       | Più rimbalzi                                    | Più assist                                      | Arena (spettatori)                              | Record                                          |
| ----------------------------------------------- | ----------------------------------------------- | ----------------------------------------------- | ----------------------------------------------- | ----------------------------------------------- | ----------------------------------------------- | ----------------------------------------------- | ----------------------------------------------- | ----------------------------------------------- |
| 1                                               | 22.10.2024                                      | Knicks                                          | V 132–109                                       | Tatum (37)                                      | Brown, Tillman (7)                              | Tatum (10)                                      | TD Garden (19 156)                              | 1–0                                             |
| 2                                               | 24.10.2024                                      | @ Wizards                                       | V 122–102                                       | Brown (27)                                      | Tatum (11)                                      | Tatum (6)                                       | Capital One Arena (18 610)                      | 2–0                                             |
| 3                                               | 26.10.2024                                      | @ Pistons                                       | V 124–118                                       | Tatum (37)                                      | Brown (10)                                      | Brown (5)                                       | Little Caesars Arena (19 311)                   | 3–0                                             |
| 4                                               | 28.10.2024                                      | Bucks                                           | V 119–108                                       | Brown (30)                                      | Tatum (8)                                       | White (8)                                       | TD Garden (19 156)                              | 4–0                                             |
| 5                                               | 30.10.2024                                      | @ Pacers                                        | S 132–135 (OT)                                  | Tatum (37)                                      | Kornet, Queta (9)                               | Brown (5)                                       | Gainbridge Fieldhouse (17 274)                  | 4–1                                             |

#### Novembre 2024
| Stagione - Novembre 2024                          | Stagione - Novembre 2024                          | Stagione - Novembre 2024                          | Stagione - Novembre 2024                          | Stagione - Novembre 2024                          | Stagione - Novembre 2024                          | Stagione - Novembre 2024                          | Stagione - Novembre 2024                          | Stagione - Novembre 2024                          |
| Record Novembre: 12–2 (Casa: 5–2; Trasferta: 7–0) | Record Novembre: 12–2 (Casa: 5–2; Trasferta: 7–0) | Record Novembre: 12–2 (Casa: 5–2; Trasferta: 7–0) | Record Novembre: 12–2 (Casa: 5–2; Trasferta: 7–0) | Record Novembre: 12–2 (Casa: 5–2; Trasferta: 7–0) | Record Novembre: 12–2 (Casa: 5–2; Trasferta: 7–0) | Record Novembre: 12–2 (Casa: 5–2; Trasferta: 7–0) | Record Novembre: 12–2 (Casa: 5–2; Trasferta: 7–0) | Record Novembre: 12–2 (Casa: 5–2; Trasferta: 7–0) |
| Partita                                           | Data                                              | Avversario                                        | Punteggio                                         | Più punti                                         | Più rimbalzi                                      | Più assist                                        | Arena (spettatori)                                | Record                                            |
| ------------------------------------------------- | ------------------------------------------------- | ------------------------------------------------- | ------------------------------------------------- | ------------------------------------------------- | ------------------------------------------------- | ------------------------------------------------- | ------------------------------------------------- | ------------------------------------------------- |
| 6                                                 | 1.11.2024                                         | @ Hornets                                         | V 124–109                                         | Tatum (32)                                        | Tatum (11)                                        | Brown, White (5)                                  | Spectrum Center (18 557)                          | 5–1                                               |
| 7                                                 | 2.11.2024                                         | @ Hornets                                         | V 113–103                                         | Tatum (29)                                        | White (8)                                         | Holiday (6)                                       | Spectrum Center (19 253)                          | 6–1                                               |
| 8                                                 | 4.11.2024                                         | @ Hawks                                           | V 123–93                                          | Tatum (28)                                        | Kornet, Queta (7)                                 | Tatum (9)                                         | State Farm Arena (15 031)                         | 7–1                                               |
| 9                                                 | 6.11.2024                                         | Warriors                                          | S 112–118                                         | Tatum (32)                                        | Holiday (9)                                       | Holiday (8)                                       | TD Garden (19 156)                                | 7–2                                               |
| 10                                                | 8.11.2024                                         | Nets                                              | V 108–104 (OT)                                    | Tatum (33)                                        | Horford, Queta (10)                               | Tatum, White (6)                                  | TD Garden (19 156)                                | 8–2                                               |
| 11                                                | 10.11.2024                                        | @ Bucks                                           | V 113–107                                         | Tatum (31)                                        | Pritchard (12)                                    | Tatum, White (6)                                  | Fiserv Forum (17 341)                             | 9–2                                               |
| 12                                                | 12.11.2024                                        | Hawks                                             | S 116–117                                         | Brown (37)                                        | Tatum, White (6)                                  | Tatum (8)                                         | TD Garden (19 156)                                | 9–3                                               |
| 13                                                | 13.11.2024                                        | @ Nets                                            | V 139–114                                         | Tatum (36)                                        | Brown (12)                                        | Tatum (10)                                        | Barclays Center (18 112)                          | 10–3                                              |
| 14                                                | 16.11.2024                                        | Raptors                                           | V 126–123 (OT)                                    | Brown (27)                                        | Tatum (11)                                        | Tatum (9)                                         | TD Garden (19 156)                                | 11–3                                              |
| 15                                                | 19.11.2024                                        | Cavaliers                                         | V 120–117                                         | Tatum (33)                                        | Tatum (12)                                        | Brown (8)                                         | TD Garden (19 156)                                | 12–3                                              |
| 16                                                | 22.11.2024                                        | @ Wizards                                         | V 108–96                                          | Brown (31)                                        | Brown (11)                                        | Tatum (8)                                         | Capital One Arena (20 385)                        | 13–3                                              |
| 17                                                | 24.11.2024                                        | Timberwolves                                      | V 107–105                                         | Brown (29)                                        | White (9)                                         | White (5)                                         | TD Garden (19 156)                                | 14–3                                              |
| 18                                                | 25.11.2024                                        | Clippers                                          | V 126–94                                          | Pritchard, Tatum (20)                             | Queta, Tatum (9)                                  | White (7)                                         | TD Garden (19 156)                                | 15–3                                              |
| 19                                                | 29.11.2024                                        | @ Bulls                                           | V 138–129                                         | Tatum (35)                                        | Tatum (8)                                         | Tatum (5)                                         | United Center (19 798)                            | 16–3                                              |

#### Dicembre 2024
| Stagione - Dicembre 2024                         | Stagione - Dicembre 2024                         | Stagione - Dicembre 2024                         | Stagione - Dicembre 2024                         | Stagione - Dicembre 2024                         | Stagione - Dicembre 2024                         | Stagione - Dicembre 2024                         | Stagione - Dicembre 2024                         | Stagione - Dicembre 2024                         |
| Record Dicembre: 8–5 (Casa: 6–3; Trasferta: 2–2) | Record Dicembre: 8–5 (Casa: 6–3; Trasferta: 2–2) | Record Dicembre: 8–5 (Casa: 6–3; Trasferta: 2–2) | Record Dicembre: 8–5 (Casa: 6–3; Trasferta: 2–2) | Record Dicembre: 8–5 (Casa: 6–3; Trasferta: 2–2) | Record Dicembre: 8–5 (Casa: 6–3; Trasferta: 2–2) | Record Dicembre: 8–5 (Casa: 6–3; Trasferta: 2–2) | Record Dicembre: 8–5 (Casa: 6–3; Trasferta: 2–2) | Record Dicembre: 8–5 (Casa: 6–3; Trasferta: 2–2) |
| Partita                                          | Data                                             | Avversario                                       | Punteggio                                        | Più punti                                        | Più rimbalzi                                     | Più assist                                       | Arena (spettatori)                               | Record                                           |
| ------------------------------------------------ | ------------------------------------------------ | ------------------------------------------------ | ------------------------------------------------ | ------------------------------------------------ | ------------------------------------------------ | ------------------------------------------------ | ------------------------------------------------ | ------------------------------------------------ |
| 20                                               | 1.12.2024                                        | @ Cavaliers                                      | S 111–115                                        | Tatum (33)                                       | Porziņģis, Tatum (8)                             | Holiday (5)                                      | Rocket Mortgage FieldHouse (19 432)              | 16–4                                             |
| 21                                               | 2.12.2024                                        | Heat                                             | V 108–89                                         | Brown (29)                                       | Tatum (11)                                       | White (8)                                        | TD Garden (19 156)                               | 17–4                                             |
| 22                                               | 4.12.2024                                        | Pistons                                          | V 130–120                                        | Brown (28)                                       | Porziņģis (9)                                    | White (11)                                       | TD Garden (19 156)                               | 18–4                                             |
| 23                                               | 6.12.2024                                        | Bucks                                            | V 111–105                                        | Tatum (34)                                       | Tatum (10)                                       | White (7)                                        | TD Garden (19 156)                               | 19–4                                             |
| 24                                               | 7.12.2024                                        | Grizzlies                                        | S 121–127                                        | Holiday (23)                                     | Tatum (13)                                       | Tatum (9)                                        | TD Garden (19 156)                               | 19–5                                             |
| 25                                               | 12.12.2024                                       | Pistons                                          | V 123–99                                         | Pritchard (27)                                   | Brown (9)                                        | Pritchard (10)                                   | TD Garden (19 156)                               | 20–5                                             |
| 26                                               | 15.12.2024                                       | @ Wizards                                        | V 112–98                                         | Tatum (28)                                       | Tatum (12)                                       | Pritchard (6)                                    | Capital One Arena (16 227)                       | 21–5                                             |
| 27                                               | 19.12.2024                                       | Bulls                                            | S 108–117                                        | Tatum (31)                                       | Tatum (10)                                       | 4 giocatori                                      | TD Garden (19 156)                               | 21–6                                             |
| 28                                               | 21.12.2024                                       | @ Bulls                                          | V 123–98                                         | Tatum (43)                                       | Tatum (16)                                       | Tatum (10)                                       | United Center (19 803)                           | 22–6                                             |
| 29                                               | 23.12.2024                                       | @ Magic                                          | S 104–108                                        | Brown (35)                                       | Brown (9)                                        | Brown, White (4)                                 | Kia Center (18 846)                              | 22–7                                             |
| 30                                               | 25.12.2024                                       | 76ers                                            | S 114–118                                        | Tatum (32)                                       | Tatum (15)                                       | Pritchard (5)                                    | TD Garden (19 156)                               | 22–8                                             |
| 31                                               | 27.12.2024                                       | Pacers                                           | V 142–105                                        | Brown (44)                                       | Tatum (13)                                       | Pritchard (10)                                   | TD Garden (19 156)                               | 23–8                                             |
| 32                                               | 29.12.2024                                       | Pacers                                           | S 114–123                                        | Brown (31)                                       | Kornet, Tatum (9)                                | Brown, Tatum (6)                                 | TD Garden (19 156)                               | 23–9                                             |
| 33                                               | 31.12.2024                                       | Raptors                                          | V 125–71                                         | Tatum (23)                                       | Brown (9)                                        | 3 giocatori                                      | TD Garden (19 156)                               | 24–9                                             |

#### Gennaio 2025
| Stagione - Gennaio 2025                          | Stagione - Gennaio 2025                          | Stagione - Gennaio 2025                          | Stagione - Gennaio 2025                          | Stagione - Gennaio 2025                          | Stagione - Gennaio 2025                          | Stagione - Gennaio 2025                          | Stagione - Gennaio 2025                          | Stagione - Gennaio 2025                          |
| Record Gennaio: 10–6 (Casa: 3–3; Trasferta: 7–3) | Record Gennaio: 10–6 (Casa: 3–3; Trasferta: 7–3) | Record Gennaio: 10–6 (Casa: 3–3; Trasferta: 7–3) | Record Gennaio: 10–6 (Casa: 3–3; Trasferta: 7–3) | Record Gennaio: 10–6 (Casa: 3–3; Trasferta: 7–3) | Record Gennaio: 10–6 (Casa: 3–3; Trasferta: 7–3) | Record Gennaio: 10–6 (Casa: 3–3; Trasferta: 7–3) | Record Gennaio: 10–6 (Casa: 3–3; Trasferta: 7–3) | Record Gennaio: 10–6 (Casa: 3–3; Trasferta: 7–3) |
| Partita                                          | Data                                             | Avversario                                       | Punteggio                                        | Più punti                                        | Più rimbalzi                                     | Più assist                                       | Arena (spettatori)                               | Record                                           |
| ------------------------------------------------ | ------------------------------------------------ | ------------------------------------------------ | ------------------------------------------------ | ------------------------------------------------ | ------------------------------------------------ | ------------------------------------------------ | ------------------------------------------------ | ------------------------------------------------ |
| 34                                               | 2.1.2025                                         | @ Timberwolves                                   | V 118–115                                        | Tatum (33)                                       | Tatum (8)                                        | Tatum (9)                                        | Target Center (18 978)                           | 25–9                                             |
| 35                                               | 3.1.2025                                         | @ Rockets                                        | V 109–86                                         | White (23)                                       | Kornet (10)                                      | Tatum (5)                                        | Toyota Center (18 055)                           | 26–9                                             |
| 36                                               | 5.1.2025                                         | @ Thunder                                        | S 92–105                                         | Tatum (26)                                       | Tatum (10)                                       | Holiday (6)                                      | Paycom Center (18 203)                           | 26–10                                            |
| 37                                               | 7.1.2025                                         | @ Nuggets                                        | V 118–106                                        | Tatum (29)                                       | Porziņģis (11)                                   | Brown (8)                                        | Ball Arena (19 904)                              | 27–10                                            |
| 38                                               | 10.1.2025                                        | Kings                                            | S 97–114                                         | Brown (28)                                       | Tatum (12)                                       | Brown, Tatum (5)                                 | TD Garden (19 156)                               | 27–11                                            |
| 39                                               | 12.1.2025                                        | Pelicans                                         | V 120–119                                        | Tatum (38)                                       | Porziņģis, Tatum (11)                            | Brown (7)                                        | TD Garden (19 156)                               | 28–11                                            |
| 40                                               | 15.1.2025                                        | @ Raptors                                        | S 97–110                                         | Pritchard (20)                                   | Tatum (10)                                       | Tatum (7)                                        | Scotiabank Arena (18 566)                        | 28–12                                            |
| 41                                               | 17.1.2025                                        | Magic                                            | V 121–94                                         | Tatum (30)                                       | 3 giocatori (6)                                  | Brown (6)                                        | TD Garden (19 156)                               | 29–12                                            |
| 42                                               | 18.1.2025                                        | Hawks                                            | S 115–119 (OT)                                   | Brown (24)                                       | Brown (11)                                       | Brown (8)                                        | TD Garden (19 156)                               | 29–13                                            |
| 43                                               | 20.1.2025                                        | @ Warriors                                       | V 125–89                                         | Tatum (22)                                       | Tatum (8)                                        | Pritchard (9)                                    | Chase Center (18 064)                            | 30–13                                            |
| 44                                               | 22.1.2025                                        | @ Clippers                                       | V 117–113 (OT)                                   | Brown (25)                                       | Tatum (7)                                        | Tatum (8)                                        | Intuit Dome (15 342)                             | 31–13                                            |
| 45                                               | 23.1.2025                                        | @ Lakers                                         | S 96–117                                         | Porziņģis (22)                                   | Brown (8)                                        | Tatum (5)                                        | Crypto.com Arena (18 997)                        | 31–14                                            |
| 46                                               | 25.1.2025                                        | @ Mavericks                                      | V 122–107                                        | Tatum (24)                                       | Kornet (10)                                      | Brown (6)                                        | American Airlines Center (20 421)                | 32–14                                            |
| 47                                               | 27.1.2025                                        | Rockets                                          | S 112–114                                        | Brown (28)                                       | Porziņģis (8)                                    | Tatum (7)                                        | TD Garden (19 156)                               | 32–15                                            |
| 48                                               | 29.1.2025                                        | Bulls                                            | V 122–100                                        | Porziņģis (34)                                   | Porziņģis (11)                                   | Pritchard (7)                                    | TD Garden (19 156)                               | 33–15                                            |
| 49                                               | 31.1.2025                                        | @ Pelicans                                       | V 118–116                                        | Brown (28)                                       | Brown, Tatum (6)                                 | Tatum (10)                                       | Smoothie King Center (16 432)                    | 34–15                                            |

#### Febbraio 2025
| Stagione - Febbraio 2025                         | Stagione - Febbraio 2025                         | Stagione - Febbraio 2025                         | Stagione - Febbraio 2025                         | Stagione - Febbraio 2025                         | Stagione - Febbraio 2025                         | Stagione - Febbraio 2025                         | Stagione - Febbraio 2025                         | Stagione - Febbraio 2025                         |
| Record Febbraio: 8–3 (Casa: 2–2; Trasferta: 6–1) | Record Febbraio: 8–3 (Casa: 2–2; Trasferta: 6–1) | Record Febbraio: 8–3 (Casa: 2–2; Trasferta: 6–1) | Record Febbraio: 8–3 (Casa: 2–2; Trasferta: 6–1) | Record Febbraio: 8–3 (Casa: 2–2; Trasferta: 6–1) | Record Febbraio: 8–3 (Casa: 2–2; Trasferta: 6–1) | Record Febbraio: 8–3 (Casa: 2–2; Trasferta: 6–1) | Record Febbraio: 8–3 (Casa: 2–2; Trasferta: 6–1) | Record Febbraio: 8–3 (Casa: 2–2; Trasferta: 6–1) |
| Partita                                          | Data                                             | Avversario                                       | Punteggio                                        | Più punti                                        | Più rimbalzi                                     | Più assist                                       | Arena (spettatori)                               | Record                                           |
| ------------------------------------------------ | ------------------------------------------------ | ------------------------------------------------ | ------------------------------------------------ | ------------------------------------------------ | ------------------------------------------------ | ------------------------------------------------ | ------------------------------------------------ | ------------------------------------------------ |
| 50                                               | 2.2.2025                                         | @ 76ers                                          | V 118–110                                        | Tatum (35)                                       | Brown (10)                                       | Tatum (11)                                       | Wells Fargo Center (19 766)                      | 35–15                                            |
| 51                                               | 4.2.2025                                         | @ Cavaliers                                      | V 112–105                                        | Tatum (22)                                       | Horford (10)                                     | Tatum (7)                                        | Rocket Mortgage FieldHouse (19 432)              | 36–15                                            |
| 52                                               | 6.2.2025                                         | Mavericks                                        | S 120–127                                        | Brown (25)                                       | Pritchard (6)                                    | Pritchard (6)                                    | TD Garden (19 156)                               | 36–16                                            |
| 53                                               | 8.2.2025                                         | @ Knicks                                         | V 131–104                                        | Tatum (40)                                       | Kornet (12)                                      | Brown (5)                                        | Madison Square Garden ()                         | 37–16                                            |
| 54                                               | 10.2.2025                                        | @ Heat                                           | V 103–85                                         | Tatum (33)                                       | Horford, Pritchard (10)                          | Pritchard (8)                                    | Kaseya Center (19 961)                           | 38–16                                            |
| 55                                               | 12.2.2025                                        | Spurs                                            | V 116–103                                        | Tatum (32)                                       | Tatum (14)                                       | White (9)                                        | TD Garden (19 156)                               | 39–16                                            |
| Pausa All-Star Game                              |                                                  |                                                  |                                                  |                                                  |                                                  |                                                  |                                                  |                                                  |
| 56                                               | 20.2.2025                                        | @ 76ers                                          | V 124–104                                        | Pritchard (28)                                   | Tatum (11)                                       | Tatum (10)                                       | Wells Fargo Center (19 752)                      | 40–16                                            |
| 57                                               | 23.2.2025                                        | Knicks                                           | V 118–105                                        | Tatum (25)                                       | Tatum (10)                                       | Tatum (9)                                        | TD Garden (19 156)                               | 41–16                                            |
| 58                                               | 25.2.2025                                        | @ Raptors                                        | V 111–101                                        | Brown (24)                                       | Pritchard (7)                                    | Tatum (11)                                       | Scotiabank Arena (18 134)                        | 42–16                                            |
| 59                                               | 26.2.2025                                        | @ Pistons                                        | S 97–117                                         | Tatum (27)                                       | Horford (10)                                     | Holiday (6)                                      | Little Caesars Arena (20 062)                    | 42–17                                            |
| 60                                               | 28.2.2025                                        | Cavaliers                                        | S 116–123                                        | Tatum (46)                                       | Tatum (16)                                       | Tatum (9)                                        | TD Garden (19 156)                               | 42–18                                            |

#### Marzo 2025
| Stagione - Marzo 2025                          | Stagione - Marzo 2025                          | Stagione - Marzo 2025                          | Stagione - Marzo 2025                          | Stagione - Marzo 2025                          | Stagione - Marzo 2025                          | Stagione - Marzo 2025                          | Stagione - Marzo 2025                          | Stagione - Marzo 2025                          |
| Record Marzo: 14–1 (Casa: 6–1; Trasferta: 8–0) | Record Marzo: 14–1 (Casa: 6–1; Trasferta: 8–0) | Record Marzo: 14–1 (Casa: 6–1; Trasferta: 8–0) | Record Marzo: 14–1 (Casa: 6–1; Trasferta: 8–0) | Record Marzo: 14–1 (Casa: 6–1; Trasferta: 8–0) | Record Marzo: 14–1 (Casa: 6–1; Trasferta: 8–0) | Record Marzo: 14–1 (Casa: 6–1; Trasferta: 8–0) | Record Marzo: 14–1 (Casa: 6–1; Trasferta: 8–0) | Record Marzo: 14–1 (Casa: 6–1; Trasferta: 8–0) |
| Partita                                        | Data                                           | Avversario                                     | Punteggio                                      | Più punti                                      | Più rimbalzi                                   | Più assist                                     | Arena (spettatori)                             | Record                                         |
| ---------------------------------------------- | ---------------------------------------------- | ---------------------------------------------- | ---------------------------------------------- | ---------------------------------------------- | ---------------------------------------------- | ---------------------------------------------- | ---------------------------------------------- | ---------------------------------------------- |
| 61                                             | 2.3.2025                                       | Nuggets                                        | V 110–103                                      | Brown (22)                                     | Tatum (11)                                     | Brown (8)                                      | TD Garden (19 156)                             | 43–18                                          |
| 62                                             | 5.3.2025                                       | Trail Blazers                                  | V 128–118                                      | Pritchard (43)                                 | Pritchard (10)                                 | Brown (8)                                      | TD Garden (19 156)                             | 44–18                                          |
| 63                                             | 6.3.2025                                       | 76ers                                          | V 123–105                                      | Tatum (35)                                     | Queta (9)                                      | Pritchard, White (6)                           | TD Garden (19 156)                             | 45–18                                          |
| 64                                             | 8.3.2025                                       | Lakers                                         | V 111–101                                      | Tatum (40)                                     | Tatum (12)                                     | Tatum (8)                                      | TD Garden (19 156)                             | 46–18                                          |
| 65                                             | 10.3.2025                                      | Jazz                                           | V 114–108                                      | Hauser (33)                                    | 3 giocatori (8)                                | White (10)                                     | TD Garden (19 156)                             | 47–18                                          |
| 66                                             | 12.3.2025                                      | Thunder                                        | S 112–118                                      | Tatum (33)                                     | Horford (10)                                   | Tatum (8)                                      | TD Garden (19 156)                             | 47–19                                          |
| 67                                             | 14.3.2025                                      | @ Heat                                         | V 103–91                                       | Tatum (28)                                     | Horford (9)                                    | Horford, Tatum (5)                             | Kaseya Center (19 719)                         | 48–19                                          |
| 68                                             | 15.3.2025                                      | @ Nets                                         | V 115–113                                      | Porziņģis (24)                                 | Kornet, Tatum (8)                              | Holiday (12)                                   | Barclays Center (18 016)                       | 49–19                                          |
| 69                                             | 18.3.2025                                      | Nets                                           | V 104–96                                       | Porziņģis (25)                                 | Porziņģis (13)                                 | Holiday (8)                                    | TD Garden (19 156)                             | 50–19                                          |
| 70                                             | 21.3.2025                                      | @ Jazz                                         | V 121–99                                       | Porziņģis (27)                                 | Porziņģis (10)                                 | Porziņģis, Tatum (6)                           | Delta Center (18 175)                          | 51–19                                          |
| 71                                             | 23.3.2025                                      | @ Trail Blazers                                | V 129–116                                      | Tatum (30)                                     | Tatum (9)                                      | Tatum (9)                                      | Moda Center (18 181)                           | 52–19                                          |
| 72                                             | 24.3.2025                                      | @ Kings                                        | V 113–95                                       | Tatum (25)                                     | Kornet, Porziņģis (8)                          | Tatum, White (8)                               | Golden 1 Center (15 855)                       | 53–19                                          |
| 73                                             | 26.3.2025                                      | @ Suns                                         | V 132–102                                      | Porziņģis (30)                                 | Horford (10)                                   | White (7)                                      | Footprint Center (17 071)                      | 54–19                                          |
| 74                                             | 29.3.2025                                      | @ Spurs                                        | V 121–111                                      | Tatum (29)                                     | Kornet (10)                                    | Tatum (8)                                      | Frost Bank Center (18 674)                     | 55–19                                          |
| 75                                             | 31.3.2025                                      | @ Grizzlies                                    | V 117–103                                      | Horford (26)                                   | Tatum (14)                                     | White (10)                                     | FedExForum (18 674)                            | 56–19                                          |

#### Aprile 2025
| Stagione - Aprile 2025                         | Stagione - Aprile 2025                         | Stagione - Aprile 2025                         | Stagione - Aprile 2025                         | Stagione - Aprile 2025                         | Stagione - Aprile 2025                         | Stagione - Aprile 2025                         | Stagione - Aprile 2025                         | Stagione - Aprile 2025                         |
| Record Aprile: 5–2 (Casa: 4–1; Trasferta: 1–1) | Record Aprile: 5–2 (Casa: 4–1; Trasferta: 1–1) | Record Aprile: 5–2 (Casa: 4–1; Trasferta: 1–1) | Record Aprile: 5–2 (Casa: 4–1; Trasferta: 1–1) | Record Aprile: 5–2 (Casa: 4–1; Trasferta: 1–1) | Record Aprile: 5–2 (Casa: 4–1; Trasferta: 1–1) | Record Aprile: 5–2 (Casa: 4–1; Trasferta: 1–1) | Record Aprile: 5–2 (Casa: 4–1; Trasferta: 1–1) | Record Aprile: 5–2 (Casa: 4–1; Trasferta: 1–1) |
| Partita                                        | Data                                           | Avversario                                     | Punteggio                                      | Più punti                                      | Più rimbalzi                                   | Più assist                                     | Arena (spettatori)                             | Record                                         |
| ---------------------------------------------- | ---------------------------------------------- | ---------------------------------------------- | ---------------------------------------------- | ---------------------------------------------- | ---------------------------------------------- | ---------------------------------------------- | ---------------------------------------------- | ---------------------------------------------- |
| 76                                             | 2.4.2025                                       | Heat                                           | S 103–124                                      | Brown (24)                                     | Brown (9)                                      | Tatum (7)                                      | TD Garden (19 156)                             | 56–20                                          |
| 77                                             | 2.4.2025                                       | Suns                                           | V 123–103                                      | Brown (31)                                     | Tatum (9)                                      | Tatum (8)                                      | TD Garden (19 156)                             | 57–20                                          |
| 78                                             | 6.4.2025                                       | Wizards                                        | V 124–90                                       | Pritchard (20)                                 | Kornet (14)                                    | Pritchard (7)                                  | TD Garden (19 156)                             | 58–20                                          |
| 79                                             | 8.4.2025                                       | @ Knicks                                       | V 119–117 (OT)                                 | Porziņģis (34)                                 | White (8)                                      | White (9)                                      | Madison Square Garden (19 812)                 | 59–20                                          |
| 80                                             | 9.4.2025                                       | @ Magic                                        | S 76–96                                        | Pritchard, Scheierman (15)                     | Craig, Queta (7)                               | Pritchard (10)                                 | Kia Center (19 128)                            | 59–21                                          |
| 81                                             | 11.4.2025                                      | Hornets                                        | V 130–94                                       | Pritchard (22)                                 | Horford (11)                                   | Tatum (8)                                      | TD Garden (19 156)                             | 60–21                                          |
| 82                                             | 13.4.2025                                      | Hornets                                        | V 93–86                                        | Pritchard (34)                                 | Kornet, Walsh (8)                              | Pritchard (7)                                  | TD Garden (19 156)                             | 61–21                                          |

Il 15 marzo 2025, con la vittoria sui Miami Heat con il punteggio di 103–91 e la concomitante sconfitta degli Atlanta Hawks contro i Los Angeles Clippers, i Boston si sono assicurati un posto ai playoff.
Il 29 marzo 2025, con la loro vittoria sui San Antonio Spurs con il punteggio di 121–111, i Celtics si sono matematicamente assicurati il primo posto nella Atlantic Division.

### NBA Playoffs
Classificandosi al 2° posto nella classifica della Eastern Conference, i Boston Celtics si sono qualificati ai playoff con la testa di serie n. 2 e accedendo direttamente all'Eastern Conference First Round.

#### Eastern Conference First Round
Nel First Round, i Boston Celtics hanno affrontato gli Orlando Magic, vincenti del play-in contro gli Atlanta Hawks. È stato il quarto confronto ai playoff tra Celtics e Magic, l'ultimo dei quali risaliva al 2010. I Magic avevano vinto 3 delle 4 serie precedenti e durante la regular season avevano battuto Boston per 2 volte in 3 partite.
| Playoff - Eastern Conference First Round 2025                          | Playoff - Eastern Conference First Round 2025                          | Playoff - Eastern Conference First Round 2025                          | Playoff - Eastern Conference First Round 2025                          | Playoff - Eastern Conference First Round 2025                          | Playoff - Eastern Conference First Round 2025                          | Playoff - Eastern Conference First Round 2025                          | Playoff - Eastern Conference First Round 2025                          | Playoff - Eastern Conference First Round 2025                          |
| Record Eastern Conference First Round: 4–1 (Casa: 3–0; Trasferta: 1–1) | Record Eastern Conference First Round: 4–1 (Casa: 3–0; Trasferta: 1–1) | Record Eastern Conference First Round: 4–1 (Casa: 3–0; Trasferta: 1–1) | Record Eastern Conference First Round: 4–1 (Casa: 3–0; Trasferta: 1–1) | Record Eastern Conference First Round: 4–1 (Casa: 3–0; Trasferta: 1–1) | Record Eastern Conference First Round: 4–1 (Casa: 3–0; Trasferta: 1–1) | Record Eastern Conference First Round: 4–1 (Casa: 3–0; Trasferta: 1–1) | Record Eastern Conference First Round: 4–1 (Casa: 3–0; Trasferta: 1–1) | Record Eastern Conference First Round: 4–1 (Casa: 3–0; Trasferta: 1–1) |
| Partita                                                                | Data                                                                   | Avversario                                                             | Punteggio                                                              | Più punti                                                              | Più rimbalzi                                                           | Più assist                                                             | Stadio e spettatori                                                    | Record                                                                 |
| ---------------------------------------------------------------------- | ---------------------------------------------------------------------- | ---------------------------------------------------------------------- | ---------------------------------------------------------------------- | ---------------------------------------------------------------------- | ---------------------------------------------------------------------- | ---------------------------------------------------------------------- | ---------------------------------------------------------------------- | ---------------------------------------------------------------------- |
| 1                                                                      | 20.4.2025                                                              | Orlando Magic                                                          | V 103–86                                                               | White (30)                                                             | Tatum (14)                                                             | Holiday (5)                                                            | TD Garden (19 156)                                                     | 1–0                                                                    |
| 2                                                                      | 23.4.2025                                                              | Orlando Magic                                                          | V 109–100                                                              | Brown (36)                                                             | 3 giocatori (10)                                                       | Holiday (6)                                                            | TD Garden (19 156)                                                     | 2–0                                                                    |
| 3                                                                      | 25.4.2025                                                              | @ Orlando Magic                                                        | S 93–95                                                                | Tatum (36)                                                             | Tatum (9)                                                              | White (5)                                                              | Kia Center (18 967)                                                    | 2–1                                                                    |
| 4                                                                      | 27.4.2025                                                              | @ Orlando Magic                                                        | V 107–98                                                               | Tatum (37)                                                             | Tatum (14)                                                             | White (7)                                                              | Kia Center (19 073)                                                    | 3–1                                                                    |
| 5                                                                      | 29.4.2025                                                              | Orlando Magic                                                          | V 120–89                                                               | Tatum (35)                                                             | Tatum (8)                                                              | Tatum (10)                                                             | TD Garden (19 156)                                                     | 4–1                                                                    |

#### Tabellini

##### Gara 1
| Arbitri: | Zach Zarba Mitchell Ervin Jacyn Goble |

| |              |                                                                                 |
| White 30 Pritchard 19 Tatum 17                                                                             | Punti        | 36 Banchero 23 Wagner 7 Isaac                                                   |
| Holiday 5                                                                                                  | Assist       | 5 Wagner                                                                        |
| Tatum 14                                                                                                   | Rimbalzi     | 13 Carter                                                                       |
| Tatum 0 Holiday 4 Brown 7 Porziņģis 8 White 9                                                              | Formazioni   | 3 Caldwell-Pope 5 Banchero 10 Joseph 22 Wagner 34 Carter                        |
| Pritchard 11 Craig 12 Davison 20 Tillman 26 Walsh 27 Hauser 30 Kornet 40 Horford 42 Scheierman 55 Queta 88 | Sostituzioni | 0 Black 1 Isaac 2 Houstan 13 Howard 14 Harris 23 Da Silva 35 Bitadze 50 Anthony |
| Joe Mazzulla                                                                                               | Allenatori   | Jamahl Mosley                                                                   |

Se a metà partita gli Orlando Magic hanno un vantaggio di un solo punto, i Boston Celtics dominano la seconda metà di Gara 1 e vincono in casa con il punteggio di 103-86. In attacco è Derrick White a trascinare i suoi compagni con 7 triple e 30 punti a referto. Jayson Tatum mette a segno una doppia doppia, con 17 punti e 14 rimbalzi (mentre dalla linea da 3 totalizza un pessimo 1 su 8 tentativi) e, partendo dalla panchina, Payton Pritchard aggiunge 19 punti e un 75% dal campo. Per i Magic è Paolo Banchero il miglior top-scorer con 36 punti e 11 rimbalzi e il tedesco Franz Wagner finisce la gara con 25 punti a referto e 5 assist, mentre Wendell Carter Jr. contribuisce con 13 rimbalzi.

##### Gara 2
| Arbitri: | James Williams Ed Malloy Brent Barnaky |

|                                                                                                 |              |                                                                                 |
| Brown 36 Porziņģis 20 White 17                                                                  | Punti        | 32 Banchero 25 Wagner 16 Carter                                                 |
| Holiday 6                                                                                       | Assist       | 7 Banchero                                                                      |
| Brown, Horford, Porziņģis 10                                                                    | Rimbalzi     | 9 Banchero                                                                      |
| Holiday 4 Brown 7 Porziņģis 8 White 9 Horford 42                                                | Formazioni   | 3 Caldwell-Pope 5 Banchero 10 Joseph 22 Wagner 34 Carter                        |
| Pritchard 11 Craig 12 Davison 20 Tillman 26 Walsh 27 Hauser 30 Kornet 40 Scheierman 55 Queta 88 | Sostituzioni | 0 Black 1 Isaac 2 Houstan 13 Howard 14 Harris 23 da Silva 35 Bitadze 50 Anthony |
| Joe Mazzulla                                                                                    | Allenatori   | Jamahl Mosley                                                                   |

I Boston Celtics, detentori del titolo, si assicurano il vantaggio della serie sul 2-0 grazie alla loro vittoria contro gli Orlando Magic con il punteggio di 109-100 in Gara 2. I Celtics vengono trascinati dai 36 punti, i 10 rimbalzi e i 5 assist di Jaylen Brown. Kristaps Porziņģis (che negli ultimi secondi del 3° quarto è costretto ad uscire dal campo a seguito di una gomitata nella fronte subita accidentalmente da Goga Bitadze) segna 20 punti e colleziona 10 rimbalzi. Anche Al Horford aggiunge a referto 10 rimbalzi, con i Celtics che sotto i tabelloni superano nettamente Orlando (46-34). I Magic si affidano nuovamente a Paolo Banchero e Franz Wagner, con quest'ultimo che segna 32 punti, 9 rimbalzi e 7 assist, mentre Banchero contribuisce alla prestazione della sua squadra con 25 punti. Wendell Carter Jr. aggiunge a referto 16 punti e 8 rimbalzi, ma i Magic vengono tenuti sotto quota 100 punti per la seconda partita consecutiva. La superstar dei Boston Celtics Jayson Tatum non disputa la partita a causa di un infortunio al polso subito in Gara 1 ed è la sua prima assenza da una gara di playoff della sua carriera.

##### Gara 3
| Arbitri: | David Guthrie Courtney Kirkland Tre Maddox |

|                                                                                 |              |                                                                                                 |
| Wagner 32 Banchero 29 Carter 10                                                 | Punti        | 36 Tatum 19 Brown 16 White                                                                      |
| Wagner 8                                                                        | Assist       | 5 White                                                                                         |
| Carter 12                                                                       | Rimbalzi     | 9 Tatum                                                                                         |
| Caldwell-Pope 3 Banchero 5 Joseph 10 Wagner 22 Carter 34                        | Formazioni   | 0 Tatum 7 Brown 8 Porziņģis 9 White 42 Horford                                                  |
| Black 0 Isaac 1 Houstan 2 Howard 13 Harris 14 da Silva 23 Bitadze 35 Anthony 50 | Sostituzioni | 11 Pritchard 12 Craig 20 Davison 26 Tillman 27 Walsh 30 Hauser 40 Kornet 55 Scheierman 88 Queta |
| Jamahl Mosley                                                                   | Allenatori   | Joe Mazzulla                                                                                    |

Franz Wagner (32 punti con 11 su 27 al tiro, 7 rimbalzi e 8 assist) e Paolo Banchero (29 punti con 10 su 25 al tiro) trascinano gli Orlando Magic per avere la meglio sui Boston Celtics in una Gara 3 combattuta (conclusa con il punteggio di 95-93 per i Magic) e accorciando le distanze nella serie sul 2-1. Al suo rientro dopo la sua assenza in Gara 2, Jayson Tatum segna 36 punti e colleziona 9 rimbalzi, ma al contempo registra 7 palle perse e la sua spalla Jaylen Brown ne perde 6 (in totale, i Celtics mettono a referto in Gara 3 un totale di 20 palle perse). Dopo la sua ottima prestazione in Gara 2, il lettone Kristaps Porziņģis (che disputa la gara con una fasciatura alla testa, dopo la gomitata subita nella sfida precedente) mette a referto solo 7 punti con un 3 su 10 al tiro e il peggior plus-minus della squadra (-16). La vittoria dei Magic arriva nel 4° quarto, con la coppia Wagner-Banchero che segnano 18 dei 22 punti totali della squadra.

##### Gara 4
| Arbitri: | Marc Davis Tyler Ford Andy Nagy |

|                                                                                 |              |                                                                                                 |
| Banchero 31 Wagner 24 Joseph 12                                                 | Punti        | 37 Tatum 21 Brown 19 Porziņģis                                                                  |
| Wagner 7                                                                        | Assist       | 7 White                                                                                         |
| Carter 11                                                                       | Rimbalzi     | 14 Tatum                                                                                        |
| Caldwell-Pope 3 Banchero 5 Joseph 10 Wagner 22 Carter 34                        | Formazioni   | 0 Tatum 7 Brown 8 Porziņģis 9 White 42 Horford                                                  |
| Black 0 Isaac 1 Houstan 2 Howard 13 Harris 14 da Silva 23 Bitadze 35 Anthony 50 | Sostituzioni | 11 Pritchard 12 Craig 20 Davison 26 Tillman 27 Walsh 30 Hauser 40 Kornet 55 Scheierman 88 Queta |
| Jamahl Mosley                                                                   | Allenatori   | Joe Mazzulla                                                                                    |

I Boston Celtics allungano nuovamente nella serie, portandosi sul 3-1 grazie alla loro vittoria fuori casa per 107-98 grazie, soprattutto, alle prestazioni di Jayson Tatum (37 punti e 14 rimbalzi) e Jaylen Brown (21 punti e 11 rimbalzi). Anche Kristaps Porziņģis contribuisce alla causa dei Celtics con 19 punti e una schiacciata che, a 3 minuti e 58 secondi dalla fine, porta la sua squadra definitivamente avanti nel punteggio della gara. Per gli Orlando Magic, Paolo Banchero mette a referto 31 punti.

##### Gara 5
| Arbitri: | Tony Brothers Mark Lindsay Gediminas Petraitis |

|                                                                                                 |              |                                                                                 |
| Tatum 35 Brown 23 Hauser, Pritchard 10                                                          | Punti        | 25 Wagner 19 Banchero 12 Carter                                                 |
| Tatum 10                                                                                        | Assist       | 6 Banchero                                                                      |
| Tatum 8                                                                                         | Rimbalzi     | 10 Carter                                                                       |
| Tatum 0 Brown 7 Porziņģis 8 White 9 Horford 42                                                  | Formazioni   | 3 Caldwell-Pope 5 Banchero 10 Joseph 22 Wagner 34 Carter                        |
| Pritchard 11 Craig 12 Davison 20 Tillman 26 Walsh 27 Hauser 30 Kornet 30 Scheierman 55 Queta 88 | Sostituzioni | 0 Black 1 Isaac 2 Houstan 13 Howard 14 Harris 23 da Silva 35 Bitadze 50 Anthony |
| Joe Mazzulla                                                                                    | Allenatori   | Jamahl Mosley                                                                   |

Con la netta vittoria sugli Orlando Magic per 120-89, i Boston Celtics si aggiudicano Gara 5 e la serie con il punteggio di 4-1 in loro favore, ottenendo la qualificazione alle Eastern Conference Semifinals. Sono 35 i punti segnati da Jayson Tatum, che con 10 assist e 8 rimbalzi trascina la squadra di Boston in una gara che, fino all'uscita dalla gara di Paolo Banchero (con 5 falli a suo carico), è stata sempre in equilibrio. Quando coach Mosley decide di rimettere il suo asso in campo all'inizio dell'ultimo quarto, i Celtics hanno già creato un margine consistente di vantaggio e non si fanno più riprendere, fissando il punteggio definitivo sul 120-89.
Vincendo la serie con il punteggio di 4-1 in loro favore, i Boston Celtics hanno eliminato gli Orlando Magic e si sono qualificati alle Eastern Conference Semifinals.

#### Eastern Conference Semifinals
Nelle Eastern Conference Semifinals, i Boston Celtics affrontano i New York Knicks, che hanno battuto i Detroit Pistons nel First Round aggiudicandosi la serie per 4-2. Sarà il 16° confronto ai playoff tra Celtics e Knicks, con le due squadre che hanno vinto entrambe 7 serie nei loro precedenti. L'ultima sfida tra Celtics e Knicks risale ai playoff 2013, quando nel Eastern Conference First Round i Knicks hanno battuto i Celtics per 4-2. Durante la regular season Celtics e Knicks si sono incontrati in 4 partite, tutte vinte dalla squadra di Boston.
| Playoff - Eastern Conference Semifinals 2025                          | Playoff - Eastern Conference Semifinals 2025                          | Playoff - Eastern Conference Semifinals 2025                          | Playoff - Eastern Conference Semifinals 2025                          | Playoff - Eastern Conference Semifinals 2025                          | Playoff - Eastern Conference Semifinals 2025                          | Playoff - Eastern Conference Semifinals 2025                          | Playoff - Eastern Conference Semifinals 2025                          | Playoff - Eastern Conference Semifinals 2025                          |
| Record Eastern Conference Semifinals: 2–3 (Casa: 1–2; Trasferta: 1–1) | Record Eastern Conference Semifinals: 2–3 (Casa: 1–2; Trasferta: 1–1) | Record Eastern Conference Semifinals: 2–3 (Casa: 1–2; Trasferta: 1–1) | Record Eastern Conference Semifinals: 2–3 (Casa: 1–2; Trasferta: 1–1) | Record Eastern Conference Semifinals: 2–3 (Casa: 1–2; Trasferta: 1–1) | Record Eastern Conference Semifinals: 2–3 (Casa: 1–2; Trasferta: 1–1) | Record Eastern Conference Semifinals: 2–3 (Casa: 1–2; Trasferta: 1–1) | Record Eastern Conference Semifinals: 2–3 (Casa: 1–2; Trasferta: 1–1) | Record Eastern Conference Semifinals: 2–3 (Casa: 1–2; Trasferta: 1–1) |
| Partita                                                               | Data                                                                  | Avversario                                                            | Punteggio                                                             | Più punti                                                             | Più rimbalzi                                                          | Più assist                                                            | Stadio e spettatori                                                   | Record                                                                |
| --------------------------------------------------------------------- | --------------------------------------------------------------------- | --------------------------------------------------------------------- | --------------------------------------------------------------------- | --------------------------------------------------------------------- | --------------------------------------------------------------------- | --------------------------------------------------------------------- | --------------------------------------------------------------------- | --------------------------------------------------------------------- |
| 1                                                                     | 5.5.2025                                                              | Knicks                                                                | S 105–108                                                             | Brown, Tatum (23)                                                     | Tatum (16)                                                            | Tatum (6)                                                             | TD Garden (19 156)                                                    | 0–1                                                                   |
| 2                                                                     | 7.5.2025                                                              | Knicks                                                                | S 90–91                                                               | Brown, White (20)                                                     | Tatum (14)                                                            | 3 giocatori (5)                                                       | TD Garden (19 156)                                                    | 0–2                                                                   |
| 3                                                                     | 10.5.2025                                                             | @ Knicks                                                              | V 115–93                                                              | Pritchard (23)                                                        | Horford, Tatum (9)                                                    | Tatum (7)                                                             | Madison Square Garden (19 812)                                        | 1–2                                                                   |
| 4                                                                     | 12.5.2025                                                             | @ Knicks                                                              | S 113–121                                                             | Tatum (42)                                                            | Tatum (8)                                                             | Horford, Tatum (4)                                                    | Madison Square Garden (19 812)                                        | 1–3                                                                   |
| 5                                                                     | 14.5.2025                                                             | Knicks                                                                | V 127–102                                                             | White (34)                                                            | Kornet (9)                                                            | Brown (12)                                                            | TD Garden (19 156)                                                    | 2–3                                                                   |
| 6                                                                     | 16.5.2025                                                             | @ Knicks                                                              | –                                                                     |                                                                       |                                                                       |                                                                       | Madison Square Garden ()                                              | 0–0                                                                   |
| 7                                                                     | 19.5.2025                                                             | Knicks                                                                | –                                                                     |                                                                       |                                                                       |                                                                       | TD Garden ()                                                          | 0–0                                                                   |

#### Tabellini

##### Gara 1
| Arbitri: | Marc Davis Ben Taylor JB DeRosa |

| |              | |
| Brown, Tatum 23 White 19 Holiday 16                                                                        | Punti        | 29 Anunoby, Brunson 14 Hart, Towns 11 McBride                                                      |
| Tatum 6 | Assist       | 7 Bridges                                                                                          |
| Tatum 16                                                                                                   | Rimbalzi     | 11 Hart                                                                                            |
| Tatum 0 Holiday 4 Brown 7 Porziņģis 8 White 9                                                              | Formazioni   | 3 Hart 8 Anunoby 11 Brunson 25 Bridges 32 Towns                                                    |
| Pritchard 11 Craig 12 Davison 20 Tillman 26 Walsh 27 Hauser 30 Kornet 40 Horford 42 Scheierman 55 Queta 88 | Sostituzioni | 0 Wright 1 Payne 2 McBride 4 Dadiet 5 Achiuwa 13 Kolek 17 Tucker 23 Robinson 44 Shamet 55 Hukporti |
| Joe Mazzulla                                                                                               | Allenatori   | Tom Thibodeau                                                                                      |

Dopo essersi trovati addirittura in svantaggio di 20 punti a metà del 3° quarto, i New York Knicks riescono lentamente a recuperare nel punteggio e a riconquistare il vantaggio della gara nell'ultimo quarto. Con il punteggio sul 100-100, Jalen Brunson (che in precedenza aveva centrato 2 tiri da 3 punti consecutivi), manca il possibile canestro decisivo e la gara si prolunga all'overtime. Mikal Bridges ruba due palloni ai Boston Celtics, di cui quello decisivo su Jaylen Brown e i Knicks battono i Celtics in Gara 1 con il punteggio finale di 108-105, portandosi avanti nella serie. Sia Brunson che OG Anunoby segnano entrambi 29 punti, mentre per i Celtics il "duo" Jayson Tatum-Jaylen Brown mette a referto insieme 46 punti, ma registra un pessimo 14 su 43 dal campo (di cui un 5 su 25 da 3 punti). In Gara 1, i Celtics stabiliscono il record negativo di peggiore prestazione complessiva nei tiri dalla distanza in una gara di playoff: la squadra di Boston ne ha sbagliati ben 45, tirando un complessivo 15 su 60 da dietro l'arco.

##### Gara 2
| Arbitri: | James Capers Kevin Scott Mark Lindsay |

|                                                                                                   |              | |
| Brown, White 20 Tatum 13 Holiday 10                                                               | Punti        | 23 Hart 21 Towns 17 Brunson                                                                        |
| Holiday, Tatum, White 5                                                                           | Assist       | 7 Brunson                                                                                          |
| Tatum 14                                                                                          | Rimbalzi     | 17 Towns                                                                                           |
| Tatum 0 Holiday 4 Brown 7 White 9 Horford 42                                                      | Formazioni   | 3 Hart 8 Anunoby 11 Brunson 25 Bridges 32 Towns                                                    |
| Porziņģis 8 Pritchard 11 Craig 12 Davison 20 Tillman 26 Walsh 27 Kornet 40 Scheierman 55 Queta 88 | Sostituzioni | 0 Wright 1 Payne 2 McBride 4 Dadiet 5 Achiuwa 13 Kolek 17 Tucker 23 Robinson 44 Shamet 55 Hukporti |
| Joe Mazzulla                                                                                      | Allenatori   | Tom Thibodeau                                                                                      |

Per la prima volta nella storia dei playoff NBA, i New York Knicks riescono nell'impresa di recuperare uno svantaggio di 20 punti in due gare consecutive, battendo i Boston Celtics con il punteggio finale di 91-90 e portandosi in vantaggio nella serie sul 2-0. Per i Knicks Jalen Brunson segna solo 17 punti, ma mette a referto 2 tiri liberi fondamentali a 12.7 secondi dalla fine della gara e fissando il punteggio sul risultato finale. Nel successivo ultimo possesso per i Celtics, Jayson Tatum non riesce ad arrivare al ferro grazie alla difesa di Mikal Bridges, che riesce addirittura a strappargli il pallone (la seconda palla rubata consecutiva decisiva per l'esito della gara). Lo stesso Bridges segna tutti i suoi 14 punti a referto nell'ultimo quarto; Josh Hart segna 23 punti e Karl-Anthony Towns finisce la gara con 21 punti e 17 rimbalzi. I Celtics, che per la maggior parte di Gara 2 gestiscono un vantaggio di ben 20 punti, hanno avuto per la seconda gara consecutiva una pessima prestazione al tiro da 3 punti, registrando un 10 su 40 tentativi. Jaylen Brown e Derrick White segnano 20 punti a testa, mentre la superstar Jayson Tatum viene limitato dai Knicks a 13 punti e ad un 5 su 19 dal campo. Dopo essere uscito a metà partita di Gara 1, Kristaps Porziņģis non parte da titolare in Gara 2, entrando in gara dalla panchina (è stata soltanto la 5ª volta nella sua carriera) e registrando 8 punti e 4 rimbalzi in 14 minuti sul parquet. Nell'ultimo quarto di gioco, i Celtics non effettuano nemmeno un tiro al canestro avversario per 8 minuti consecutivi.

##### Gara 3
| Arbitri: | Zarba Kirkland Van Duyne |

| |              |                                                                                                   |
| Brunson 27 Towns 21 Bridges 12                                                                     | Punti        | 23 Pritchard 22 Tatum 19 Brown                                                                    |
| Brunson 7                                                                                          | Assist       | 7 Tatum                                                                                           |
| Towns 15                                                                                           | Rimbalzi     | 9 Horford, Tatum                                                                                  |
| Hart 3 Anunoby 8 Brunson 11 Bridges 25 Towns 32                                                    | Formazioni   | 0 Tatum 4 Holiday 7 Brown 9 White 42 Horford                                                      |
| Wright 0 Payne 1 McBride 2 Dadiet 4 Achiuwa 5 Kolek 13 Tucker 17 Robinson 23 Shamet 44 Hukporti 55 | Sostituzioni | 8 Porziņģis 11 Pritchard 12 Craig 20 Davison 26 Tillman 27 Walsh 40 Kornet 55 Scheierman 88 Queta |
| Tom Thibodeau                                                                                      | Allenatori   | Joe Mazzulla                                                                                      |

Al Madison Square Garden di New York, i Boston Celtics dominano in tutti i quarti di Gara 3 e battono nettamente i New York Knicks con il punteggio di 113-93 in loro favore e accorciano le distanze nella serie sul 2-1. In una partita in cui sono riusciti a portare il loro vantaggio fino al +31 sui Knicks, i Celtics chiudono il 1° quarto sul 36-20 e non si fermano fino alla conclusione della contesa, anche grazie all'aver ritrovato l'efficienza nel tiro da 3 punti (tirando con il 50%, con un 20 canestri su 40 triple tentate). Top scorer per la squadra di Boston è Payton Pritchard (partito dalla panchina) con 23 punti, mentre per i Knicks è Jalen Brunson, che mette a referto ben 27 punti e 7 assist. Anche Karl-Anthony Towns contribuisce alla causa della squadra di New York con una doppia-doppia (21 punti e 15 rimbalzi), ma tutto ciò non è sufficiente per agguantare una gara che fin dalle prime battute è nettamente dalla parte dei Celtics (considerando la sua efficienza dal campo, inoltre, Towns mette a referto un pessimo 5 su 18). Con questa sconfitta, si conferma il trend negativo delle squadre che giocano in casa nelle semifinali della Eastern Conference: nelle ultime 6 partite valevoli come Gara 3 nelle Eastern Conference Semifinals, nessuna squadra in casa è mai riuscita a battere la rispettiva avversaria.

##### Gara 4
| Arbitri: | Scott Foster James Williams Mitchell Ervin |

|                                                                                                  |              |                                                                                                   |
| Brunson 39 Bridges, Towns 23 Anunoby 20                                                          | Punti        | 42 Tatum 23 White 20 Brown                                                                        |
| Brunson 12                                                                                       | Assist       | 4 Horford, Tatum                                                                                  |
| Towns 11                                                                                         | Rimbalzi     | 8 Tatum                                                                                           |
| Hart 3 OG Anunoby 8 Brunson 11 Bridges 25 Towns 32                                               | Formazioni   | 0 Tatum 4 Holiday 7 Brown 9 White 42 Horford                                                      |
| Wright 0 Payne 1 Bride 2 Dadiet 4 Achiuwa 5 Kolek 13 Tucker 17 Robinson 23 Shamet 44 Hukporti 55 | Sostituzioni | 8 Porziņģis 11 Pritchard 12 Craig 20 Davison 26 Tillman 27 Walsh 40 Kornet 55 Scheierman 88 Queta |
| Tom Thibodeau                                                                                    | Allenatori   | Joe Mazzulla                                                                                      |

Dopo una dura sconfitta subita in Gara 3, i New York Knicks interrompono la loro striscia negativa casalinga contro i Boston Celtics, aggiudicandosi nuovamente in rimonta Gara 4 con il punteggio di 121-113. Trovandosi in svantaggio di 13 punti nel 3° quarto, Jalen Brunson mette a referto 18 dei 39 punti complessivi in questa frazione della partita e trascina i suoi a riconquistare il vantaggio. In questo sforzo hanno un ruolo decisivo anche il trio costituito da Mikal Bridges, Karl-Anthony Towns e OG Anunoby, che insieme porta a casa 66 punti. Negli ultimi due quarti, i Knicks sopravanzano nettamente la squadra di Boston per 70-51 (tra cui un parziale nel 3° quarto, decisivo, di 37-23). Per i Celtics risulta inutile l'ottima prestazione di Jayson Tatum, che segna 42 punti (di cui 7 triple) ma che è costretto ad uscire dal campo per infortunio (gli esami successivi stabiliranno la rottura completa del tendine di Achille). Con la sua uscita dalla gara, il coach dei Celtics, Joe Mazzulla, è costretto ad utilizzare il suo ultimo timeout a disposizione e Gara 4 è ormai in cassaforte per la squadra di New York.

##### Gara 5
| Arbitri: | Tony Brothers Brian Forte Josh Tiven |

|                                                                                                 |              | |
| White 34 Brown 26 Pritchard 17                                                                  | Punti        | 24 Hart 22 Brunson 19 Towns                                                                        |
| Brown 12                                                                                        | Assist       | 6 Brunson                                                                                          |
| Kornet 10                                                                                       | Rimbalzi     | 13 Robinson                                                                                        |
| Holiday 4 Brown 7 Porziņģis 8 White 9 Horford 42                                                | Formazioni   | 3 Hart 8 Anunoby 11 Brunson 25 Bridges 32 Towns                                                    |
| Pritchard 11 Craig 12 Davison 20 Tillman 26 Walsh 27 Hauser 30 Kornet 40 Scheierman 55 Queta 88 | Sostituzioni | 0 Wright 1 Payne 2 McBride 4 Dadiet 5 Achiuwa 13 Kolek 17 Tucker 23 Robinson 44 Shamet 55 Hukporti |
| Joe Mazzulla                                                                                    | Allenatori   | Tom Thibodeau                                                                                      |

I Boston Celtics tornano a segnare con regolarità da 3 punti, mettendo a segno 22 tiri dalla distanza e registrando la loro prima vittoria casalinga nella serie, mantenendo in vita la loro speranza di poter passare il turno nei playoff nonostante la mancanza di Jayson Tatum. Nella loro vittoria sui New York Knicks per 127-102, Derrick White segna 34 punti (di cui 7 triple), Jaylen Brown aggiunge 26 punti e 12 assist e Payton Pritchard segna 17 punti totali (con 5 canestri da 3 punti). Anche Luke Kornet, dalla panchina (entrato in sostituzione di Kristaps Porziņģis, che ha disputato soltanto 12 minuti di partita), contribuisce pesantemente alla vittoria della squadra di Boston con 10 punti, 9 rimbalzi e 7 stoppate. Per i Knicks il top scorer è Josh Hart, con 24 punti, che però è costretto a lasciare la partita alla fine del 1° quarto per un taglio vicino all'occhio per una gomitata non volontaria. Allo sforzo di Hart si aggiunge la prestazione di Jalen Brunson, che segna 22 punti prima di uscire per falli a 7 minuti dalla fine della gara.

##### Gara 6
| Arbitri: | James Capers Tyler Ford (arbitro di pallacanestro) Ed Malloy |

| |              |                                                                                                   |
| Anunoby, Brunson 23 Bridges 22 Towns 21                                                            | Punti        | 20 Brown 11 Pritchard 10 Horford                                                                  |
| Hart 11                                                                                            | Assist       | 6 Brown                                                                                           |
| Towns 12                                                                                           | Rimbalzi     | 6 Brown                                                                                           |
| Josh Hart 3 Anunoby 8 Brunson 11 Bridges 25 Towns 32                                               | Formazioni   | 4 Holiday 7 Brown 9 White 40 Kornet 42 Horford                                                    |
| Wright 0 Payne 1 McBride 2 Dadiet 4 Achiuwa 5 Kolek 13 Tucker 17 Robinson 23 Shamet 44 Hukporti 55 | Sostituzioni | 8 Porziņģis 11 Pritchard 12 Craig 20 Davison 26 Tillman 27 Walsh 30 Hauser 55 Scheierman 88 Queta |
| Tom Thibodeau                                                                                      | Allenatori   | Joe Mazzulla                                                                                      |

La serie torna al Madison Square Garden dove i New York Knicks sfruttano il fattore casa e battono nettamente i Boston Celtics con il punteggio di 119-81, ottenendo in tal modo l'accesso alle Eastern Conference Finals per la prima volta in 25 anni (non chiudevano a loro favore una serie in casa dalle Eastern Conference Finals del 1999). Ben quattro giocatori dei Knicks sfondano quota 20 punti a testa. Inoltre, con l'eliminazione dei Celtics, per il sesto anno consecutivo, nessuna squadra detentrice del titolo è riuscita a riconfermarsi campione nella stagione successiva non riuscendo ad andare oltre il turno di semifinale di conference.

### Emirates Cup
La NBA ha annunciato la composizione dei gruppi di Emirates Cup il 12 luglio 2024. Dal sorteggio, i Celtcs sono stati aggregati nel Gruppo C della Eastern Conference insieme a Cavaliers, Bulls, Hawks e Wizards.

#### Classifica Gruppo C (Eastern Conference)
| Pos. | Squadra             | G | V | S | PF  | PS  | Diff. | Qual.       |
| ---- | ------------------- | - | - | - | --- | --- | ----- | ----------- |
| 1.   | Atlanta Hawks       | 4 | 3 | 1 | 485 | 470 | +15   | Fase finale |
| 2.   | Boston Celtics      | 4 | 3 | 1 | 482 | 459 | +23   |             |
| 3.   | Cleveland Cavaliers | 4 | 2 | 2 | 480 | 450 | +30   |             |
| 4.   | Chicago Bulls       | 4 | 2 | 2 | 518 | 512 | +6    |             |
| 5.   | Wash. Wizards       | 4 | 0 | 4 | 408 | 482 | -74   |             |

Legenda
      Squadra qualificata alla fase a eliminazione diretta.
Note
Fonte: NBA
A parità di vittorie ottenute, è stato presa in considerazione la miglior differenza-punti.

#### Risultati

##### Fase a gironi
| Emirates Cup - Fase a gironi                                  | Emirates Cup - Fase a gironi                                  | Emirates Cup - Fase a gironi                                  | Emirates Cup - Fase a gironi                                  | Emirates Cup - Fase a gironi                                  | Emirates Cup - Fase a gironi                                  | Emirates Cup - Fase a gironi                                  | Emirates Cup - Fase a gironi                                  | Emirates Cup - Fase a gironi                                  |
| Emirates Cup - Fase a gironi: 2–1 (Casa: 1–1; Trasferta: 1–0) | Emirates Cup - Fase a gironi: 2–1 (Casa: 1–1; Trasferta: 1–0) | Emirates Cup - Fase a gironi: 2–1 (Casa: 1–1; Trasferta: 1–0) | Emirates Cup - Fase a gironi: 2–1 (Casa: 1–1; Trasferta: 1–0) | Emirates Cup - Fase a gironi: 2–1 (Casa: 1–1; Trasferta: 1–0) | Emirates Cup - Fase a gironi: 2–1 (Casa: 1–1; Trasferta: 1–0) | Emirates Cup - Fase a gironi: 2–1 (Casa: 1–1; Trasferta: 1–0) | Emirates Cup - Fase a gironi: 2–1 (Casa: 1–1; Trasferta: 1–0) | Emirates Cup - Fase a gironi: 2–1 (Casa: 1–1; Trasferta: 1–0) |
| Partita                                                       | Data                                                          | Avversario                                                    | Punteggio                                                     | Più punti                                                     | Più rimbalzi                                                  | Più assist                                                    | Stadio (spettatori)                                           | Record                                                        |
| ------------------------------------------------------------- | ------------------------------------------------------------- | ------------------------------------------------------------- | ------------------------------------------------------------- | ------------------------------------------------------------- | ------------------------------------------------------------- | ------------------------------------------------------------- | ------------------------------------------------------------- | ------------------------------------------------------------- |
| 1                                                             | 12.11.2024                                                    | Hawks                                                         | S 116–117                                                     | Brown (37)                                                    | Tatum, White (6)                                              | Tatum (8)                                                     | TD Garden (19 156)                                            | 0–1                                                           |
| 2                                                             | 19.11.2024                                                    | Cavaliers                                                     | V 120–117                                                     | Tatum (33)                                                    | Tatum (12)                                                    | Brown (8)                                                     | TD Garden (19 156)                                            | 1–1                                                           |
| 3                                                             | 22.11.2024                                                    | @ Wizards                                                     | V 108–96                                                      | Brown (31)                                                    | Brown (11)                                                    | Tatum (8)                                                     | Capital One Arena (20 385)                                    | 2–1                                                           |
| 4                                                             | 29.11.2024                                                    | @ Bulls                                                       | V 138–129                                                     | Tatum (35)                                                    | Tatum (8)                                                     | Tatum (5)                                                     | United Center (19 798)                                        | 3–1                                                           |

Classificandosi al 2º posto nel Gruppo C East, i Boston Celtics sono stati eliminati dalla NBA Cup.

## Classifiche

### NBA Regular Season

#### Eastern Conference
| Eastern Conference | Eastern Conference        | Eastern Conference | Eastern Conference | Eastern Conference | Eastern Conference | Eastern Conference |
| #                  | Squadra                   | V                  | S                  | V%                 | PR                 | PG                 |
| ------------------ | ------------------------- | ------------------ | ------------------ | ------------------ | ------------------ | ------------------ |
| 1                  | y – Cleveland Cavaliers * | 64                 | 18                 | .780               | –                  | 82                 |
| 2                  | y – Boston Celtics *      | 61                 | 21                 | .744               | 3,0                | 82                 |
| 3                  | x – N.Y. Knicks           | 51                 | 31                 | .622               | 13,0               | 82                 |
| 4                  | x – Indiana Pacers        | 49                 | 31                 | .613               | 14,0               | 80                 |
| 5                  | x – Milwaukee Bucks       | 47                 | 34                 | .580               | 16,5               | 81                 |
| 6                  | x – Detroit Pistons       | 44                 | 38                 | .537               | 20,0               | 82                 |
|                    |                           |                    |                    |                    |                    |                    |
| 7                  | y – Orlando Magic *       | 41                 | 41                 | .500               | 23,0               | 82                 |
| 8                  | p – Atlanta Hawks         | 40                 | 41                 | .494               | 23,5               | 81                 |
| 9                  | p – Chicago Bulls         | 39                 | 43                 | .476               | 25,0               | 82                 |
| 10                 | p – Miami Heat            | 36                 | 45                 | .444               | 27,5               | 81                 |
|                    |                           |                    |                    |                    |                    |                    |
| 11                 | e – Toronto Raptors       | 30                 | 52                 | .366               | 34,0               | 82                 |
| 12                 | e – Brooklyn Nets         | 26                 | 56                 | .317               | 38,0               | 82                 |
| 13                 | e – Philadelphia 76ers    | 24                 | 58                 | .293               | 40,0               | 82                 |
| 14                 | e – Charlotte Hornets     | 19                 | 63                 | .232               | 45,0               | 82                 |
| 15                 | e – Wash. Wizards         | 18                 | 63                 | .222               | 45,5               | 81                 |

#### Atlantic Division
| Atlantic Division      | V  | S  | V%   | PR   | Casa  | Trasf | Div  | PG |
| ---------------------- | -- | -- | ---- | ---- | ----- | ----- | ---- | -- |
| y – Boston Celtics     | 61 | 21 | .744 | 3,0  | 28–13 | 33–8  | 14-2 | 82 |
| x – N.Y. Knicks        | 51 | 31 | .622 | 13,0 | 27–14 | 24–17 | 12-4 | 82 |
| e – Toronto Raptors    | 30 | 52 | .366 | 34,0 | 18–23 | 12–29 | 8-8  | 82 |
| e – Brooklyn Nets      | 26 | 56 | .317 | 38,0 | 12–29 | 14–27 | 3-13 | 82 |
| e – Philadelphia 76ers | 24 | 58 | .293 | 40,0 | 12–29 | 12–29 | 3-13 | 82 |

### Emirates Cup2024

#### Eastern Conference
| 1  | Milwaukee Bucks *   | 4 | 0 | 1.000 |  |  |
| 2  | N.Y. Knicks *       | 4 | 0 | 1.000 |  |  |
| 3  | Atlanta Hawks *     | 3 | 1 | .750  |  |  |
|    |                     |   |   |       |  |  |
| 4  | Orlando Magic       | 3 | 1 | .750  |  |  |
| 5  | Boston Celtics      | 3 | 1 | .750  |  |  |
| 6  | Detroit Pistons     | 3 | 1 | .750  |  |  |
| 7  | Cleveland Cavaliers | 2 | 2 | .500  |  |  |
| 8  | Miami Heat          | 2 | 2 | .500  |  |  |
| 9  | Chicago Bulls       | 2 | 2 | .500  |  |  |
| 10 | Philadelphia 76ers  | 2 | 2 | .500  |  |  |
| 11 | Toronto Raptors     | 1 | 3 | .250  |  |  |
| 12 | Brooklyn Nets       | 1 | 3 | .250  |  |  |
| 13 | Charlotte Hornets   | 0 | 4 | .000  |  |  |
| 14 | Indiana Pacers      | 0 | 4 | .000  |  |  |
| 15 | Wash. Wizards       | 0 | 4 | .000  |  |  |

#### East Group C
| NBA In-Season Tournament - Gruppo C | NBA In-Season Tournament - Gruppo C | NBA In-Season Tournament - Gruppo C | NBA In-Season Tournament - Gruppo C |
| Squadra                             | V                                   | S                                   | V%                                  |
| ----------------------------------- | ----------------------------------- | ----------------------------------- | ----------------------------------- |
| Atlanta Hawks                       | 3                                   | 1                                   | .750                                |
| Boston Celtics                      | 3                                   | 1                                   | .750                                |
| Cleveland Cavaliers                 | 2                                   | 2                                   | .500                                |
| Chicago Bulls                       | 2                                   | 2                                   | .500                                |
| Wash. Wizards                       | 0                                   | 4                                   | .000                                |

## Transactions

### Giugno 2024
| Data      | Movimento |
| --------- | --- |
| 29.6.2024 | - Esercitata la team option sul contratto di Sam Hauser (2.09 milioni $) - Non esercitata la team option sul contratto di Neemias Queta, che diventa free agent. |
| 30.6.2024 | - Proposta una qualifyng offer per i free agent Neemias Queta e Drew Peterson                                                                                    |

### Luglio 2024
| Data      | Movimento |
| --------- | --- |
| 2.7.2024  | - Firmato il free agent Xavier Tillman con un contratto biennale (2 anni/4.78 milioni $) - Firmato con un contratto annuale Luke Kornet (1 anno/2.8 milioni $) |
| 3.7.2024  | - Drew Peterson accetta la qualifying offer e firma un contratto annuale (two way contract) |
| 6.7.2024  | - Rinnovo contrattuale per Jayson Tatum con un contratto quinquennale (Designated Veteran Super-Max Extension, 5 anni/313.9 milioni $ con player option per la stagione 2029-2030) - Rinnovo contrattuale per Derrick White con un contratto quadriennale (4 anni/118.05 milioni $) - Il free agent Neemias Queta firma un contratto triennale (3 anni/7.18 milioni $) - Firmato il rookie Baylor Scheierman (rookie scale contract, 4 anni/12.81 milioni $) |
| 8.7.2024  | - Il free agent JD Davison firma un contratto annuale (two way contract) |
| 12.7.2024 | - Firmato il free agent Tristan Enaruna (Exhibit 10 contract) |
| 13.7.2024 | - Firmato il free agent Ron Harper Jr. (Exhibit 10 contract) |
| 23.7.2024 | - Rinnovo contrattuale per Sam Hauser con un contratto quadriennale (4 anni/45 milioni $) |

### Agosto 2024
| Data      | Movimento                                                              |
| --------- | ---------------------------------------------------------------------- |
| 2.8.2024  | - Il rookie Anton Watson firma un contratto annuale (two way contract) |
| 30.8.2024 | - Firmato il free agent Lonnie Walker (Exhibit 10 contract)            |

### Settembre 2024
| Data      | Movimento                                                      |
| --------- | -------------------------------------------------------------- |
| 11.9.2024 | - Firmato il free agent Jordan Schakel (Exhibit 10 contract)   |
| 13.9.2024 | - Tagliato Jordan Schakel                                      |
| 17.9.2024 | - Firmato il free agent Dmytro Skapincev (Exhibit 10 contract) |

### Ottobre 2024
| Data       | Movimento |
| ---------- | --- |
| 9.10.2024  | - Firmato il free agent Jay Scrubb (Exhibit 10 contract) - Tagliato Tristan Enaruna                                       |
| 17.10.2024 | - Firmato il free agent Hason Ward (Exhibit 10 contract) - Tagliati Jay Scrubb, Ron Harper, Hason Ward e Dmytro Skapincev |
| 19.10.2024 | - Firmato il free agent Jordan Schakel (Exhibit 10 contract) - Tagliato Lonnie Walker                                     |

### Febbraio 2024
| Data     | Movimento |
| -------- | --- |
| 6.2.2025 | - Trade - I Boston Celtics cedono agli Houston Rockets Jaden Springer la 2ª scelta del Draft 2030 e una conditional pick al 2º giro del Draft 2027, ricevendo in cambio una conditional pick al 2º giro del Draft 2031. |
| 8.2.2025 | - Firmato il free agent Torrey Craig |

## Statistiche
Fonti: NBA – Basketball Reference

### Statistiche di squadra
| Competizione   | In casa | In casa | In casa | In casa | In casa | In trasferta | In trasferta | In trasferta | In trasferta | In trasferta | Totale | Totale | Totale | Totale | Totale | Totale |
| Competizione   | G       | V       | P       | Ptf     | Pts     | G            | V            | P            | Ptf          | Pts          | G      | V      | P      | Ptf    | Pts    | Diff.  |
| -------------- | ------- | ------- | ------- | ------- | ------- | ------------ | ------------ | ------------ | ------------ | ------------ | ------ | ------ | ------ | ------ | ------ | ------ |
| Regular season | 41      | 28      | 13      | 4794    | 4433    | 41           | 33           | 8            | 4740         | 4354         | 82     | 61     | 21     | 9534   | 8787   | +747   |
| Playoffs       | 1       | 1       | 0       | 103     | 86      | 0            | 0            | 0            | 0            | 0            | 1      | 1      | 0      | 103    | 86     | +17    |
| Totale         | 42      | 29      | 13      | 4897    | 4519    | 41           | 33           | 8            | 4740         | 4354         | 83     | 62     | 21     | 9637   | 8873   | +764   |

### Statistiche individuali

#### Regular season
|               |    |    |      |      | Tiri da 2 | Tiri da 2 | Tiri da 2 | Tiri da 3 | Tiri da 3 | Tiri da 3 | Tiri liberi | Tiri liberi | Tiri liberi | Rimbalzi | Rimbalzi | Rimbalzi | Palle | Palle |     |      |      |       |
| Giocatore     | PG | SF | MIN  | PUN  | R         | T         | %         | R         | T         | %         | R           | T           | %           | O        | D        | T        | P     | R     | S   | FC   | Ass  | +/-   |
| ------------- | -- | -- | ---- | ---- | --------- | --------- | --------- | --------- | --------- | --------- | ----------- | ----------- | ----------- | -------- | -------- | -------- | ----- | ----- | --- | ---- | ---- | ----- |
| J. Brown      | 63 | 63 | 2158 | 1398 | 518       | 1118      | 46.3      | 116       | 358       | 32.4      | 246         | 332         | 76.4        | 82       | 286      | 368      | 162   | 73    | 19  | 154  | 286  | +402  |
| T. Craig      | 17 | 2  | 201  | 46   | 16        | 45        | 35.6      | 9         | 31        | 29.0      | 5           | 8           | 62.5        | 19       | 29       | 48       | 8     | 6     | 11  | 19   | 12   | -21   |
| JD Davison    | 16 | 0  | 93   | 33   | 12        | 34        | 35.3      | 4         | 18        | 22.2      | 5           | 7           | 71.4        | 2        | 11       | 13       | 13    | 5     | 1   | 2    | 13   | -28   |
| S. Hauser     | 71 | 18 | 1541 | 605  | 214       | 474       | 45.1      | 166       | 399       | 41.6      | 11          | 11          | 100         | 44       | 180      | 224      | 23    | 41    | 13  | 87   | 64   | +325  |
| J. Holiday    | 62 | 62 | 1896 | 686  | 254       | 573       | 44.3      | 108       | 306       | 35.3      | 70          | 77          | 90.9        | 76       | 189      | 265      | 77    | 66    | 27  | 101  | 239  | +339  |
| Al. Horford   | 60 | 42 | 1659 | 538  | 195       | 461       | 42.3      | 114       | 314       | 36.3      | 34          | 38          | 89.5        | 79       | 290      | 369      | 46    | 36    | 51  | 81   | 128  | +397  |
| L. Kornet     | 73 | 15 | 1361 | 441  | 187       | 280       | 66.8      | 0         | 3         | 0.0       | 67          | 97          | 69.1        | 190      | 198      | 388      | 31    | 36    | 71  | 119  | 117  | +401  |
| M. Norris     | 3  | 0  | 35   | 7    | 2         | 9         | 22.2      | 2         | 7         | 28.6      | 1           | 2           | 50.0        | 2        | 7        | 9        | 0     | 2     | 1   | 0    | 0    | -14   |
| D. Peterson   | 25 | 1  | 186  | 54   | 17        | 41        | 41.5      | 13        | 33        | 39.4      | 7           | 9           | 77.8        | 9        | 31       | 40       | 8     | 5     | 2   | 18   | 13   | +46   |
| K. Porziņģis  | 42 | 42 | 1210 | 818  | 277       | 574       | 48.3      | 103       | 250       | 41.2      | 161         | 199         | 80.9        | 68       | 216      | 284      | 53    | 31    | 63  | 116  | 87   | +173  |
| P. Pritchard  | 80 | 2  | 2271 | 1144 | 409       | 866       | 47.2      | 255       | 626       | 40.7      | 71          | 84          | 84.5        | 102      | 205      | 307      | 83    | 70    | 14  | 118  | 279  | +430  |
| N. Queta      | 62 | 6  | 863  | 310  | 132       | 203       | 65.0      | 0         | 3         | 0.0       | 46          | 61          | 75.4        | 89       | 147      | 236      | 40    | 18    | 42  | 106  | 45   | +155  |
| B. Scheierman | 31 | 1  | 384  | 113  | 39        | 110       | 35.5      | 26        | 82        | 31.7      | 9           | 12          | 75.0        | 19       | 46       | 65       | 12    | 17    | 2   | 22   | 33   | +29   |
| J. Tatum      | 72 | 72 | 2624 | 1932 | 662       | 1465      | 45.2      | 250       | 728       | 34.3      | 358         | 440         | 81.4        | 48       | 575      | 623      | 209   | 76    | 38  | 157  | 431  | +534  |
| X. Tillman    | 33 | 2  | 231  | 34   | 13        | 53        | 24.5      | 5         | 32        | 15.6      | 3           | 4           | 75.0        | 10       | 33       | 43       | 14    | 11    | 5   | 18   | 7    | -12   |
| J. Walsh      | 52 | 1  | 403  | 82   | 30        | 83        | 36.1      | 15        | 55        | 27.3      | 7           | 12          | 58.3        | 23       | 46       | 69       | 17    | 12    | 11  | 30   | 19   | +25   |
| D. White      | 76 | 76 | 2574 | 1248 | 424       | 959       | 44.2      | 265       | 691       | 38.4      | 135         | 161         | 83.9        | 67       | 274      | 341      | 131   | 72    | 80  | 138  | 361  | +540  |
| J. Springer   | 26 | 0  | 141  | 45   | 12        | 34        | 35.3      | 6         | 19        | 31.6      | 15          | 21          | 71.4        | 4        | 20       | 24       | 4     | 12    | 1   | 17   | 10   | +14   |
| Totali        | —  | —  | —    | 9534 | 3413      | 7382      | 42.2      | 1457      | 3955      | 29.2      | 1251        | 1575        | 76.3        | 933      | 2783     | 3716     | 931   | 589   | 452 | 1303 | 2144 | +3735 |

#### Playoffs
|               |    |    |     |     | Tiri da 2 | Tiri da 2 | Tiri da 2 | Tiri da 3 | Tiri da 3 | Tiri da 3 | Tiri liberi | Tiri liberi | Tiri liberi | Rimbalzi | Rimbalzi | Rimbalzi | Palle | Palle |   |    |     |     |
| Giocatore     | PG | SF | MIN | PUN | R         | T         | %         | R         | T         | %         | R           | T           | %           | O        | D        | T        | P     | R     | S | FC | Ass | +/- |
| ------------- | -- | -- | --- | --- | --------- | --------- | --------- | --------- | --------- | --------- | ----------- | ----------- | ----------- | -------- | -------- | -------- | ----- | ----- | - | -- | --- | --- |
| J. Brown      |    |    |     |     |           |           |           |           |           |           |             |             |             |          |          |          |       |       |   |    |     |     |
| T. Craig      |    |    |     |     |           |           |           |           |           |           |             |             |             |          |          |          |       |       |   |    |     |     |
| JD Davison    |    |    |     |     |           |           |           |           |           |           |             |             |             |          |          |          |       |       |   |    |     |     |
| S. Hauser     |    |    |     |     |           |           |           |           |           |           |             |             |             |          |          |          |       |       |   |    |     |     |
| J. Holiday    |    |    |     |     |           |           |           |           |           |           |             |             |             |          |          |          |       |       |   |    |     |     |
| Al. Horford   |    |    |     |     |           |           |           |           |           |           |             |             |             |          |          |          |       |       |   |    |     |     |
| L. Kornet     |    |    |     |     |           |           |           |           |           |           |             |             |             |          |          |          |       |       |   |    |     |     |
| M. Norris     |    |    |     |     |           |           |           |           |           |           |             |             |             |          |          |          |       |       |   |    |     |     |
| D. Peterson   |    |    |     |     |           |           |           |           |           |           |             |             |             |          |          |          |       |       |   |    |     |     |
| K. Porziņģis  |    |    |     |     |           |           |           |           |           |           |             |             |             |          |          |          |       |       |   |    |     |     |
| P. Pritchard  |    |    |     |     |           |           |           |           |           |           |             |             |             |          |          |          |       |       |   |    |     |     |
| N. Queta      |    |    |     |     |           |           |           |           |           |           |             |             |             |          |          |          |       |       |   |    |     |     |
| B. Scheierman |    |    |     |     |           |           |           |           |           |           |             |             |             |          |          |          |       |       |   |    |     |     |
| J. Tatum      |    |    |     |     |           |           |           |           |           |           |             |             |             |          |          |          |       |       |   |    |     |     |
| X. Tillman    |    |    |     |     |           |           |           |           |           |           |             |             |             |          |          |          |       |       |   |    |     |     |
| J. Walsh      |    |    |     |     |           |           |           |           |           |           |             |             |             |          |          |          |       |       |   |    |     |     |
| D. White      |    |    |     |     |           |           |           |           |           |           |             |             |             |          |          |          |       |       |   |    |     |     |
| Totali        | —  | —  | —   |     |           |           |           |           |           |           |             |             |             |          |          |          |       |       |   |    |     |     |